# بيسيك (سيجارة)
بيسيك Basic هي علامة تجارية أمريكية للسجائر. تملكها حاليًا شركة فيليب موريس إنترناشيونال. ويتم تصنيع السجائر في الولايات المتحدة من قبل شركة Philip Morris USA، أما في بقية أنحاء العالم فتصنعها شركة فيليب موريس إنترناشيونال.

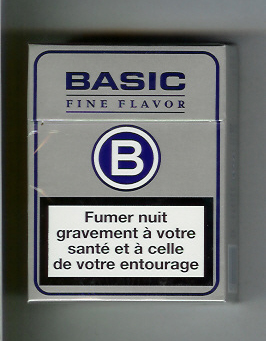
عبوة فرنسية لسجائر بيسيك

## التاريخ
تم إطلاق بيسيك في أواخر السبعينيات كعلامة تجارية مخفضة.
في عام 2005، كانت بيسيك رابع أكثر سيجارة شعبية في الولايات المتحدة (بعد مارلبورو، ونيوبورت، وكاميل)، وثاني أكثر شعبية بين المدخنين البيض الذين تترواح أعمارهم من 26 عام فما فوق.

## الأسواق
تم بيع بيسيك بشكل رئيسي في الولايات المتحدة، ولكنها بيعت أيضًا أو لا تزال تباع في لوكسمبورغ والسويد وألمانيا وفرنسا والنمسا وإسبانيا وجمهورية التشيك وهونج كونج واليابان.